# Groene Partij van Georgië
De Groene Partij van Georgië (Georgisch: საქართველოს მწვანეთა პარტია, Sakartvelos Mtsvaneta Partia) of simpelweg Groene Partij is een groene politieke partij in Georgië. De partij werd in 1990 werd opgericht en is daarmee een van de oudste partijen in het land.
De Groene Partij beleefde in de eerste helft van de jaren 1990 haar hoogtepunt van politieke invloed. Ze stond aan de basis van de Burgerunie van Georgië, de partij van Edoeard Sjevardnadze, die de Georgische politiek van 1995 tot 2003 domineerde. Sindsdien speelde de Groene Partij nauwelijks een rol van belang.

## Geschiedenis
Het glasnost-beleid van Sovjet-leider Michail Gorbatsjov creëerde vanaf 1986 binnen de individuele sovjetrepublieken ruimte voor burgerbewegingen. In de Georgische sovjetrepubliek speelde het maatschappelijke debat op over onder andere ecologische onderwerpen.

### Oprichting
Toonaangevende Georgische academici en wetenschappers begonnen in deze periode een ecologische tak binnen het Roestaveli Genootschap, een belangrijke burgerbeweging. De 'Groene Beweging' werd medio 1988 formeel als ngo opgericht en werd geleid door Zoerab Zjvania. De organisatie bekritiseerde verschillende grote bouwprojecten die speelden, zoals de Transkaukasische spoorweg. Deze spoorlijn tussen Tbilisi en de Noord-Ossetische hoofdstad Vladikavkaz was sinds 1986 in aanleg en zou in de streek Chevsoeretië dwars door kwetsbaar natuurgebied gaan van het centrale deel van de Grote Kaukasus.
Andere onderwerpen die speelden waren het kernwapenvrij verklaren van de Zuidelijke Kaukasus, de bouw van de grote Choedoni-waterkrachtcentrale in de Engoeri rivier in Svanetië en de controversiële militaire schietoefeningen bij het David Garedzja-klooster, dat belangrijk Georgisch cultureel erfgoed is. De bouw van zowel de spoorlijn als de waterkrachtcentrale werd stilgelegd als gevolg van de burgerprotesten en de desintegratie van de Sovjet-Unie. Om deze en andere actiepunten politieke kracht bij te kunnen zetten werd in maart 1990 vanuit de Groene Beweging de Groene Partij opgericht om in oktober van dat jaar mee te kunnen doen aan de eerste meerpartijenverkiezing in de Georgische sovjetrepubliek. De partij werd pas in 1992 officieel als politieke partij geregistreerd.

### Politieke invloed in de jaren 1990

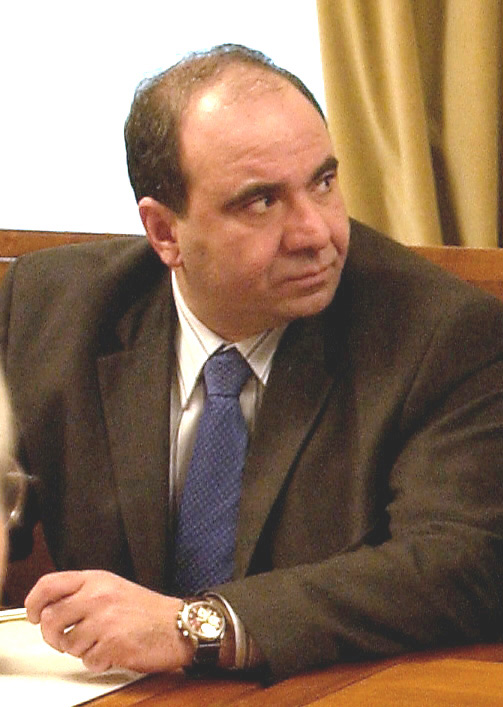
Grondlegger van de partij, Zoerab Zjvania

Tijdens de verkiezing op 28 oktober 1990 voor de Hoge Raad van de Georgische sovjetrepubliek waren de groenen met vier andere partijen onderdeel van het verkiezingsblok 'Tavisoepleba' (Vrijheid). De alliantie behaalde ruim drie procent van de stemmen, niet genoeg om de kiesdrempel van vier procent. In het najaar van 1991 deed de partij mee met protesten tegen de eerste president van Georgië, Zviad Gamsachoerdia. De onvrede tegen zijn beleid culmineerde in de daaropvolgende winter in een gewelddadige staatsgreep, waar de Groene Partij niet bij betrokken was.
De partij profileerde zich met een campagne tegen geweld als een 'derde kracht' in het electorale spectrum. Partijleider Zoerab Zjvania nam na de coup zitting in de Staatsraad die in maart 1992 opgericht werd en onder leiding stond van Edoeard Sjevardnadze. Het parlement was buiten werking gesteld.
Vanaf dat moment begon de politieke invloed van de Groene Partij te groeien. De Staatsraad organiseerde op 11 oktober 1992 nieuwe parlementsverkiezingen, waar de Groene Partij elf van de 234 zetels wist te bemachtigen. Dit zou hun grootste politieke overwinning blijken. Leden van de Groene Partij kregen hoge functies in verschillende parlementscommissies, waaronder het voorzitterschap van de milieucommissie, en hadden zo relatief veel invloed. Zowel de minister als vice-minister van milieu werden ingevuld door prominente leden van de Groene Beweging, waar de Groene Partij uit voort was gekomen. In 1993 werd de partij volwaardig lid van de nieuwe Europese Federatie van Groene Partijen, waar Zjvania meteen co-voorzitter van werd. In 1999 had de partij ongeveer 2000 leden en had het tientallen lokale en regionale afdelingen.

### Regeren met Burgerunie
Het sterk versplinterde parlement verzwakte de politieke slagkracht van voorzitter en staatshoofd Sjevardnadze, wat hem noopte tot consolidatie van zowel de progressieven als zijn oude bondgenoten uit de Sovjet-nomenklatoera. Tezamen met enkele andere partijen, waaronder de Groene Partij, richtte hij eind 1993 de Burgerunie van Georgië op als zijn platform voor de parlements- en presidentsverkiezingen van 1995. Verschillende leiders uit de Groene Partij, zoals Zoerab Zjvania en Gia Baramidze, kregen leidinggevende functies in de Burgerunie.
Tijdens de parlementsverkiezingen van 1995 stonden drie kandidaten van de Groene Partij op de kieslijst van de Burgerunie. Hiervan kwamen er uiteindelijk twee in het parlement. Zjvania, die inmiddels zijn bestuursfunctie in de Groene Partij had ingewisseld voor de Burgerunie, werd parlementsvoorzitter wat na de president de meest invloedrijke rol is in Georgische politiek. De absorptie van de Groene Partij in de Burgerunie leidde ondanks invloedrijke posities en het doorvoeren van fundamentele natuurbeschermingswetgeving tot politieke onzichtbaarheid en vervreemding van het electoraat.

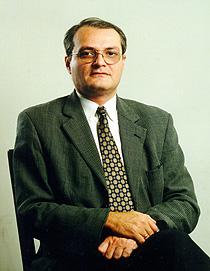
Giorgi Gatsjetsjiladze, leider sinds 1995

Giorgi Gatsjetsjiladze, lid van het eerste uur en tevens parlementslid, werd in 1995 de nieuwe leider van de Groene Partij en maakte de partij los van de Burgerunie. De groenen deden met een eigen lijst mee met de verkiezingen van 1999, waar ze een half procent van de stemmen kregen. Dit was ver onder de verhoogde kiesdrempel van zeven procent, waarmee de partij uit het parlement verdween. De Burgerunie van president Sjevardnadze raakte zelf vanaf 2000 ook in verval door interne conflicten. Een politieke crisis en het ontslag van het kabinet volgde in het najaar van 2001. Als lichtpuntje in de electoraal moeilijke tijden voor de Groenen werd Gatsjetsjiladze in december 2001 door Sjevardnadze benoemd als minister van economie, industrie en handel.
De tanende populariteit van Sjevardnadze en zijn Burgerunie noopte de partij een brede alliantie te vormen voor de verkiezingen van 2003. Voor de Groene Partij was deelname aan een dergelijk blok van belang, nadat de gemeenteraadsverkiezingen van 2002 slecht waren verlopen voor de partij. In de alliantie 'Voor een Nieuw Georgië' waren in totaal negen partijen vertegenwoordigd onder leiding van de Burgerunie, met Gatsjetsjiladze op een verkiesbare zeventiende plaats.

### Oppositie
De frauduleus verlopen stembusgang van 2003 had de Rozenrevolutie tot gevolg, toen demonstranten onder leiding van Micheil Saakasjvili de inzegening van het nieuwe parlement onderbraken. Sjevardnadze trad af, het parlement werd ontbonden en in maart 2004 werden nieuwe verkiezingen afgekondigd. De Groene Partij deed hier niet aan mee. Oud-partijleider Zjvania was een van de hoofdrolspelers van de revolutie en was vanaf dat moment tot zijn dood in 2005 premier. De partij raakte electoraal geïsoleerd onder de regering van de nieuwe president Saakasjvili en zijn Verenigde Nationale Beweging.
De Groenen boycotten in oktober 2006 de gemeenteraadsverkiezingen, net als de Nieuwe Rechtsen en de Nationaal-Democratische Partij, omdat de verkiezingen niet eerlijk zouden kunnen verlopen onder de in hun ogen ondemocratische regering. De regering was niet ingegaan op hun eisen ten aanzien van de verkiezingshervormingen. In 2007 keerden de Groenen zich openlijk tegen de regering Saakasjvili, nadat de partij uit hun partijkantoor werd gezet door de autoriteiten. De partij was vervolgens onderdeel van de protestbeweging die het land in het najaar van 2007 in de greep hield. De grootschalige oppositiedemonstraties resulteerden in vervroegde presidentsverkiezingen. Partijleider Giorgi Gatsjetsjiladze kandideerde zich in eerste instantie, maar hij trok zich uiteindelijk terug om de gezamenlijke oppositiekandidaat te steunen, de protestleider Levan Gatsjetsjiladze.
In 2008 werd de jongerenorganisatie 'Jonge Groenen van Georgië' opgericht, maar die maakte zich snel los van de partij als gevolg van ideologische verschillen. Voor de parlementsverkiezingen van 2008 was de Groene Partij onderdeel van de gecombineerde kieslijst 'Christen-Democratische Alliantie', die minder dan een procent van de stemmen behaalde, ver onder de kiesdrempel van vijf procent. De partij wilde meedoen met de gemeenteraadsverkiezingen van mei 2010, maar werd geweigerd omdat er onregelmatigheden zaten in de steunbetuigingen voor deelname.

### Samenwerking met Georgische Droom (2012-2020)
In 2011 werd uit de protestbeweging en versplinterde oppositie een nieuwe politieke kracht gevormd onder leiding van oligarch Bidzina Ivanisjvili, de Georgische Droom. Deze ging de verkiezingen van 2012 in als coalitie van zes politieke partijen. De Groenen maakten hier formeel geen onderdeel van uit, maar partijleider Gatsjetsjiladze had een plaats op de kieslijst van Georgische Droom bedongen, en werd in het parlement gekozen. Uit ontevredenheid over zijn politieke invloed binnen de fractie van Georgische Droom stapte hij daar in 2014 uit en ging als onafhankelijke door. Een voorstel van Georgische Droom ten aanzien van partijsubsidies, die de Groene Partij zou benadelen, was een van de directe aanleidingen.
In datzelfde jaar deed Gatsjetsjiladze een gooi naar het burgemeesterschap van Tbilisi in de gemeenteraadsverkiezingen van juni 2014. Hij kreeg iets meer dan een procent van de stemmen kreeg en eindigde als zevende in een gepolariseerde verkiezing. De Groenen hadden ook burgemeesterskandidaten in Telavi en Mtscheta. In Mtscheta behaalde de kandidaat van de partij de tweede ronde en kreeg daarin 37 procent van de stemmen tegenover de winnaar van Georgische Droom. De Groenen wonnen in totaal drie raadszetels, wat een unicum voor de partij was, waaronder een zetel in de stad Mtscheta.
Voor de verkiezingen van 2016 stond Gatsjetsjiladze voor de tweede maal op de kieslijst van Georgische Droom en werd wederom in het parlement gekozen. Dit keer vormde hij met vijf leden van Georgische Droom de fractie "Georgische Droom - Groenen", die de regering steunde. Parlementsregels geven extra privileges aan fracties met een minimale grootte van zes leden, zoals commissieposities en spreektijd. De fractie steunde in 2017 de grondwettelijke hervormingen, die onder andere de presidentsverkiezing afschafte. De fractie bekritiseerde samen met drie andere kleine fracties president Giorgi Margvelasjvili en de oppositie dat ze "het grondwettelijke hervormingsproces schaadden", door te doen alsof de hervormingen door een partij (Georgische Droom) er doorheen gedrukt werden.

### Vanaf 2020

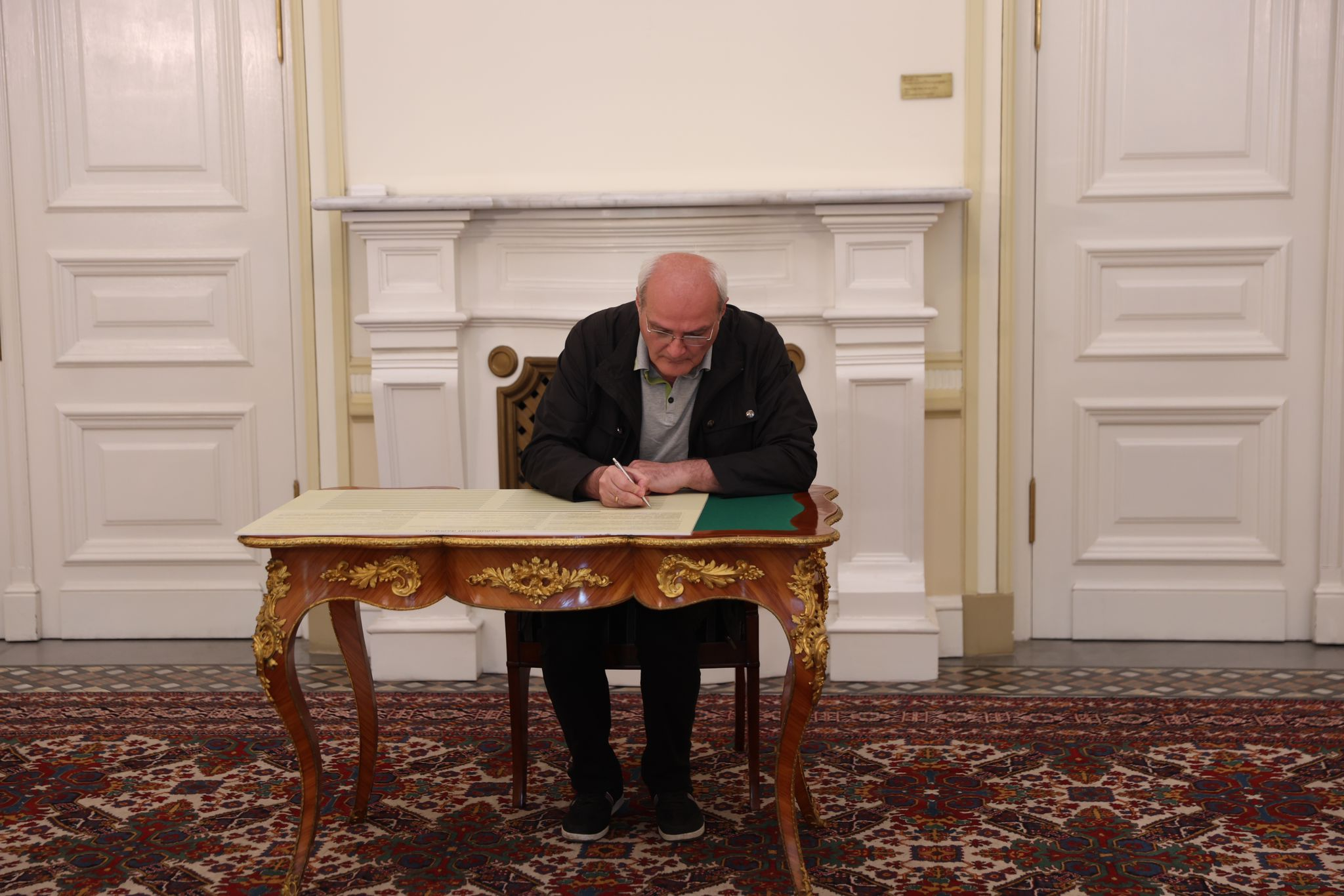
Partijleider Giorgi Gatsjetsjiladze ondertekende namens de partij op 3 juni 2024 het 'Georgisch Handvest' van president Zoerabisjvili.

In 2020 deed de Groene Partij met een eigen kieslijst mee met de parlementsverkiezingen en kreeg ondanks een verlaagde kiesdrempel van een procent verre van genoeg stemmen om een zetel te behalen. Het was het slechtste resultaat sinds de oprichting. Bij de gemeenteraadsverkiezingen van 2021 deed de partij alleen in Tbilisi mee, waar vergelijkbare marginale resultaten behaald werden. Gatsjetsjiladze was kandidaat voor burgemeester van de hoofdstad, die hij kansloos verloor.
De partij ondertekende in de zomer van 2024, in aanloop naar de parlementsverkiezingen van oktober 2024, het 'Georgisch Handvest' dat door president Salome Zoerabisjvili werd geïnitieerd. Het handvest, dat de pro-westerse oppositie verenigde, zette doelen uiteen voor een toekomstige regering om het land terug te laten keren op het pad van Europese toetreding. De Groene Partij registreerde zich voor de verkiezingen, maar trok zich uiteindelijk terug.

## Ideologie
Onder het motto 'Ecologie, democratie, geweldloosheid' staat de partij ideologisch voor een duurzame en milieuvriendelijke ontwikkeling van een marktgerichte economie, scheiding van de machten, mensenrechten, versterken van de democratie, sterk gedecentraliseerd lokaal zelfbestuur en hekelt het een sterk gecentraliseerde staat. De Groenen committeerden zich via hun partijprincipes aan vreedzame methoden om hun politieke doelen na te streven.
Buiten de ecologische doelstellingen, was de popularisering van nationale waarden een speerpunt en steunde het de nationale bevrijdingsbeweging die in Georgië opkwam eind jaren 1980. De partij stond vanaf het begin ook pal voor de nationale soevereiniteit, territoriale integriteit en veiligheid van Georgië als soevereine staat. In het licht van de separatistische conflicten in Zuid-Ossetië en Abchazië agendeerde het binnen de Europese groene gremia "het gevaar van agressief separatisme voor het nieuwe Europa en de nieuwe wereldorde".

## Verkiezingen
Een overzicht van de verkiezingsuitslagen voor de partij.

### Parlementsverkiezingen
De partij behaalde in 1992 haar beste resultaat en werd opgenomen in de regering van Sjevardnadze. De partij deed meestal mee in de verkiezingen via electorale allianties met kandidaten op een gezamenlijke kandidatenlijst. De paar keren dat de partij na 1992 nog zelfstandig meedeed haalde ze verre van de kiesdrempel.
| 1990                     | 1                                 | Via kieslijst 'Tavisoepleba' ('Vrijheid')           | Via kieslijst 'Tavisoepleba' ('Vrijheid')           | Via kieslijst 'Tavisoepleba' ('Vrijheid')           | Via kieslijst 'Tavisoepleba' ('Vrijheid')           | Via kieslijst 'Tavisoepleba' ('Vrijheid')           | 0 / 250  |         |             |               |
| 1992                     | 24                                | 113.028                                             | 4,91                                                | (7)                                                 | 5                                                   | 6                                                   | 11 / 234 | 11      | Oppositie   |               |
| 1995                     | 45                                | Via kieslijst van Burgerunie                        | Via kieslijst van Burgerunie                        | Via kieslijst van Burgerunie                        | Via kieslijst van Burgerunie                        | Via kieslijst van Burgerunie                        | 2 / 233  | 9       | Regerend    | [ 30 ]        |
| 1999                     | 9                                 | 11.400                                              | 0,53                                                | (9)                                                 | 0                                                   | 0                                                   | 0 / 235  | 2       |             |               |
| 2003                     | 1                                 | Via kieslijst 'Voor een Nieuw Georgië - Burgerunie' | Via kieslijst 'Voor een Nieuw Georgië - Burgerunie' | Via kieslijst 'Voor een Nieuw Georgië - Burgerunie' | Via kieslijst 'Voor een Nieuw Georgië - Burgerunie' | Via kieslijst 'Voor een Nieuw Georgië - Burgerunie' | 1 / 235  | 1       | Geannuleerd | [ 31 ] [ 9 ]  |
| 2004                     | Geen deelname aan de verkiezingen | Geen deelname aan de verkiezingen                   | Geen deelname aan de verkiezingen                   | Geen deelname aan de verkiezingen                   | Geen deelname aan de verkiezingen                   | Geen deelname aan de verkiezingen                   | 0 / 150  |         |             |               |
| 2008                     | 10                                | Via kieslijst 'Christen-Democratische Alliantie'    | Via kieslijst 'Christen-Democratische Alliantie'    | Via kieslijst 'Christen-Democratische Alliantie'    | Via kieslijst 'Christen-Democratische Alliantie'    | Via kieslijst 'Christen-Democratische Alliantie'    | 0 / 150  | Stabiel |             | [ 17 ]        |
| 2012                     | 41                                | Via kieslijst Georgische Droom                      | Via kieslijst Georgische Droom                      | Via kieslijst Georgische Droom                      | Via kieslijst Georgische Droom                      | Via kieslijst Georgische Droom                      | 1 / 150  | 1       | Regerend    | [ 32 ] [ 19 ] |
| 2016                     | 41                                | Via kieslijst Georgische Droom                      | Via kieslijst Georgische Droom                      | Via kieslijst Georgische Droom                      | Via kieslijst Georgische Droom                      | Via kieslijst Georgische Droom                      | 1 / 150  | Stabiel | Regerend    | [ 33 ] [ 24 ] |
| 2020                     | 9                                 | 1.305                                               | 0,07                                                | (35)                                                | 0                                                   | 0                                                   | 0 / 150  | 1       |             |               |
| 2024                     | Geen deelname aan de verkiezingen | Geen deelname aan de verkiezingen                   | Geen deelname aan de verkiezingen                   | Geen deelname aan de verkiezingen                   | Geen deelname aan de verkiezingen                   | Geen deelname aan de verkiezingen                   | 0 / 150  |         |             |               |
| Bronnen: CESKO, Publika. |                                   |                                                     |                                                     |                                                     |                                                     |                                                     |          |         |             |               |

### Gemeenteraadsverkiezingen
De Groene Partij boekte geen succes in de gemeenteraadsverkiezingen. De partij was al over haar hoogtepunt heen toen de gemeenteraadsverkiezingen eind jaren 90 op fatsoenlijke wijze georganiseerd werden. De partij speelde derhalve geen rol op lokaal niveau. In 2014 wist de partij enkele zetels te winnen.
| 1998            | 12                        | 15700                     | 0,9                       | 13                        |                           |                           |                           |                           | [ 35 ]               |
| 2002            | 9                         |                           |                           |                           |                           |                           | 0 / 4.801                 |                           | [ 36 ]               |
| 2006            | Geen deelname (boycot)    | Geen deelname (boycot)    | Geen deelname (boycot)    | Geen deelname (boycot)    | Geen deelname (boycot)    | Geen deelname (boycot)    | Geen deelname (boycot)    | Geen deelname (boycot)    | [ 13 ]               |
| 2010            | Geen deelname (geweigerd) | Geen deelname (geweigerd) | Geen deelname (geweigerd) | Geen deelname (geweigerd) | Geen deelname (geweigerd) | Geen deelname (geweigerd) | Geen deelname (geweigerd) | Geen deelname (geweigerd) | [ 18 ]               |
| 2014            | 6                         | 8.981                     | 0,6                       | 11                        | 3                         | 0                         | 3 / 2.088                 | 3                         | [ 37 ] [ 38 ] [ 39 ] |
| 2017            | Geen deelname             | Geen deelname             | Geen deelname             | Geen deelname             | Geen deelname             | Geen deelname             | Geen deelname             | Geen deelname             |                      |
| 2021 Tbilisi    | 50                        | 579                       | 0,1                       | 19                        | 0                         | 0                         | 0 / 50                    |                           | [ 40 ] [ 26 ]        |
| Bronnen: CESKO; |                           |                           |                           |                           |                           |                           |                           |                           |                      |

## Partijleiders
De Groene Partij werd in de eerste jaren geleid door oprichters Zoerab Zjvania en Giorgi Baramidze. Zij vertrokken in de periode 1993-1995 naar de Burgerunie van Georgië, de partij van Edoeard Sjevardnadze. Sinds 1995 wordt de Groene Partij geleid door Giorgi Gatsjetsjiladze. Hij werd in 1992 voor het eerst als parlementslid voor de partij gekozen en was vanaf het eerste uur betrokken bij de Groene Beweging. Op 29 juli 2025 werd de partijregistratie verlengd met Gatsjetsjiladze als leider ("secretaris-generaal").
| # | Naam                   | Van  | Tot  | Noot |
| - | ---------------------- | ---- | ---- | ---- |
| 1 | Zoerab Zjvania         | 1990 | 1995 |      |
| 2 | Giorgi Gatsjetsjiladze | 1995 |      |      |
|   |                        |      |      |      |

## Internationale relaties
Vanaf de oprichting zocht de Groene Partij de interactie met internationale groene gremia. In 1993 werd de partij volwaardig lid van de in dat jaar opgerichte Europese Federatie van Groene Partijen (EFGP), die in 2004 transformeerde in de Europese Groene Partij. Partijvoorzitter Zoerab Zjvania was tussen 1993 en 1995 co-voorzitter van de EFGP, de eerste van Oost-Europese signatuur. De Groene Partij is tevens verbonden met het wereldwijde netwerk van groene politieke partijen, de Global Greens, waar het een volwaardig lid van is.